# Don't Stop Me Now
"Don't Stop Me Now" er en rock/pop-sang udgivet af Queen i 1979 på albummet Jazz.
Sangen har en intro (og en outro) med kun Freddie Mercury og hans flygel, der står i tempo- og udtryksmæssig  kontrast til resten af sangen. Efter indledningen kommer bas og trommer på. Lidt specielt for sangen er det også, at guitaristen Brian May kun spiller på guitarsolostykket.
Sangen er en af gruppens mest populære og blev i 2005 kåret som 'Bedste Sang At Køre Bil Til' i tv-programmet Top Gear.

## Medvirkende
- Freddie Mercury – sang, piano
- John Deacon – bas
- Brian May – guitar, sang
- Roger Taylor – trommer, kor, tamburin